# Centro Comercial Fonte Nova
O Centro Comercial Fonte Nova é um centro comercial localizado na zona de Benfica em Portugal. Inaugurado em 2 de março de 1985, possui três andares, sendo dois dedicados ao comércio e um destinado ao estacionamento. Até em 2017 possuía 67 lojas, 10 restaurantes, um banco, um supermercado e um ginásio.